# Манфред Штарке
Манфред Штарке (англ. Manfred Starke, нар. 21 лютого 1991, Віндгук) — намібійський і німецький футболіст, нападник клубу «Карл Цейс».

## Клубна кар'єра
Народився 21 лютого 1991 року у Віндгуці, столиці Намібії. Згодом переїхав до історичної батьківщини, Німеччини.
У дорослому футболі дебютував 2010 року виступами за команду «Ганза» II, в якій провів п'ять сезонів, взявши участь у 64 матчах чемпіонату. Паралельно з 2011 року почав залучатися до лав основної команди «Ганзи», за яку провів чотири сезони.
До складу клубу «Карл Цейс» приєднався 2015 року. Станом на 12 червня 2019 року відіграв за клуб з Єни 120 матчів в національному чемпіонаті.

## Виступи за збірну
У 2012 році дебютував в офіційних матчах у складі національної збірної Намібії.
У складі збірної — учасник Кубка африканських націй 2019 року в Єгипті.